# Mali bubanj
Mali bubanj ili doboš je glazbalo neodređene visine zvuka iz porodice udaraljki. Građom je sličan velikomu, ali je manjih izmjera. Uz donju mu je kožu napeto nekoliko srebrnih ili bakrenih žica za sutitranje, koje svojom napetošću određuju svjetliji ili mukliji prizvuk. Udara se palicama drvenoga vrha ili metlicama, koje povlačenjem po koži daju karakterističan šum koji se često koristi u jazzu. Mali bubanj u orkestru uvijek stoji na stalku, dok se u svojoj izvornoj namjeni, dobošarenju, nosio obješen preko ramena, a po njemu se udaralo (dobovalo) dvjema palicama.
Na području Vojvodine u općini Čoka, doboš se još uvijek očuvao u svojoj izvornoj namjeni, dobošarenju. U ovoj općini preostala su tri dobošara koji obavještavaju seosko stanovništvo o važnim stvarima, koje najavljuju uz prethodno dobovanje i riječi »daje se na znanje«. Preostale dobošare danas sve više potiskuju plakati, novoosnovane novine Čokanska hronika i elektronski mediji, koji ih tjeraju da »objese doboš o klin«.